# Roberto López (baloncestista)
Roberto López (Rosario, Santa Fe, 22 de octubre de 1976) es un baloncestista argentino que se desempeña en la posición de ala-pívot y de pívot para el San Telmo de Funes de la segunda división de la Asociación Rosarina de Basquetbol. Desarrolló una larga carrera como jugador profesional en su país, llegando a actuar durante diez años consecutivos en la Liga Nacional de Básquet, competición de la que fue considerado el MVP de su temporada 2003-04. Con la selección de Santa Fe se consagró campeón del Campeonato Argentino de Básquet en 2004.

## Trayectoria

### Clubes
| Club                        | País      | Año         |
| --------------------------- | --------- | ----------- |
| Sportivo América            | Argentina | 1992 - 1997 |
| Rosario Central             | Argentina | 1997        |
| Newell's Old Boys           | Argentina | 1997 - 1998 |
| Gimnasia y Esgrima La Plata | Argentina | 1998 - 2004 |
| Libertad                    | Argentina | 2004 - 2006 |
| Regatas Corrientes          | Argentina | 2006 - 2011 |
| Rosario Central             | Argentina | 2011 - 2012 |
| Sport Club Cañadense        | Argentina | 2012 - 2014 |
| Regatas Rosario             | Argentina | 2015        |
| Sport Club Cañadense        | Argentina | 2015 - 2019 |
| San Telmo de Funes          | Argentina | 2024        |